# Enafors
Enafors är en ort i Åre distrikt (Åre socken) i Åre kommun i Jämtlands län (Jämtland). Tack vare Mittbanans sträckning genom byn och Enafors station som centralpunkt och viktig utgångspunkt för fjällturismen i området, har Enafors varit populärt för vandrare.
Orten är belägen vid Enaälven, vid berget Storsnasens fot. Orten besöks främst kring juli och augusti men även under andra delar av året. 
Strax söder om byn ligger Enaforsholm fjällgård, som donerades 1937 till Kungliga Skogs- och Lantbruksakademien genom Stiftelsen A.W. Bergstens donation. På Enaforsholm drivs pensionatsverksamhet i bolagsform (AB Enaforsholm).